# Związek Sił Demokratycznych
Związek Sił Demokratycznych (bułg. Съюз на демократичните сили, ZSD lub SDS) – bułgarska partia polityczna utworzona 7 grudnia 1989 jako koalicja kilkunastu organizacji pozarządowych i partii politycznych odradzających się po upadku systemu demokracji ludowej. Podstawowym celem ZSD było doprowadzenie do przemian ustrojowych i wprowadzenie demokracji w Bułgarii. Partia należy do Europejskiej Partii Ludowej oraz do Bloku Reformatorskiego.

## Aktualny program polityczny
Program polityczny ZSD został opisany w dwóch dokumentach: „Dobrobyt i bezpieczeństwo” (bułg. Благоденствие и сигурност) i „18 celów ZSD w EU” (bułg. 18 цели на СДС в ЕС). Stosownie do pierwszego z nich, ZSD określa się jako partia prawicowa, dążąca do utrzymania i pogłębiania zdobyczy społecznych i politycznych osiągniętych po upadku systemu demokracji ludowej. Partia chce umocnienia gospodarki rynkowej, decentralizacji władzy, usprawnienia władzy sądowniczej, zwiększenia udziału obywateli w zarządzaniu państwem, umocnienia swobód obywatelskich i rozwoju organizacji pozarządowych. ZSD popiera aktywne uczestnictwo Bułgarii w NATO i Unii Europejskiej. Według dokumentu zatytułowanego „18 celów ZSD w EU” partia dąży do pełnego otwarcia europejskiego rynku pracy dla obywateli wszystkich państw Wspólnoty Europejskiej, zwiększenia inwestycji zagranicznych w Bułgarii i konkurencyjności bułgarskich przedsiębiorstw oraz przystąpienia kraju do układu z Schengen i strefy euro. ZSD opowiada się za niskimi podatkami i za pełnym wykorzystaniem funduszy europejskich przyznanych Bułgarii z racji członkostwa w EU. Partia popiera tzw. strategię lizbońską i dalsze rozszerzenie Unii Europejskiej, zwłaszcza o kraje bałkańskie. ZSD opowiada się również za ratyfikacją konstytucji europejskiej. W kwestii polityki energetycznej ZSD dąży do liberalizacji rynku energetycznego i zróżnicowania dostawców surowców energetycznych dla Wspólnoty Europejskiej, w tym poprzez budowę gazociągu „Nabucco” i rurociągu „AMBO”.

## Przewodniczący ZSD
- Żeliu Żelew (1989–1990)
- Petyr Beron (1990)
- Filip Dimitrow (1990–1994)
- Iwan Kostow (1994–1997)
- Iwan Kostow (1997–2001)
- Ekaterina Michajłowa (2001–2002)
- Nadeżda Michajłowa (2002–2005)
- Petyr Stojanow (2005–2007)
- Płamen Jurukow (2007–2008)
- Martin Dimitrow (2008–2012)
- Emił Kabaiwanow (2012–2013)
- Bożidar Łukarski (od 2013)

## Historia

### Powstanie ZSD i obrady przy „Okrągłym Stole”
Nieuchronny upadek reżimu Todora Żiwkowa i przemiany ustrojowe w innych krajach bloku socjalistycznego na przełomie lat osiemdziesiątych i dziewięćdziesiątych XX wieku stanowiły dla bułgarskiej opozycji demokratycznej bodziec do sformowania ogólnonarodowego ruchu antykomunistycznego, którego celem miało być pełne odsunięcie komunistów od władzy, przeprowadzenie demokratycznych reform i zorientowanie Bułgarii w kierunku integracji z NATO i Unią Europejską. 7 grudnia 1989 utworzono Związek Sił Demokratycznych, w skład którego weszły:
- Klub na rzecz Głasnosti i Demokracji (bułg. Клуб за гласност и демокрация)
- Ekogłasnost (bułg. Екогласност)
- Niezależna Federacja Pracy „Podkrepa” (bułg. Независима федерация на труда „Подкрепа”)
- Niezależnie Stowarzyszenie na rzecz Obrony Praw Człowieka (bułg. Независимо дружество за защита правата на човека)
- Komitet Ochrony Praw Religijnych, Wolności Religijnej i Wartości Duchowych (bułg. Комитет за защита на религиозните права, свободата на съвестта и духовните ценности)
- Klub Nielegalnie Represjonowanych po 1945 r. (bułg. Клуб на незаконно репресираните след 1945 г.)
- Niezależnie Stowarzyszenie Studenckie (bułg. Независимо студентско дружество), później przemianowane na Federację Niezależnych Stowarzyszeń Studenckich (bułg. Федерация на независимите студентски дружества)
- Ruch „Inicjatywa Obywatelska” (bułg. Движение „Гражданска инициатива”)
- Bułgarska Robotnicza Partia Socjaldemokratyczna (Zjednoczeni) (bułg. Българска работническа социалдемократическа партия (обединени))
- Bułgarski Ludowy Związek Chłopski im. Nikoły Petkowa (bułg. Български земеделски народен съюз „Никола Петков”)

Później w struktury ZSD włączyły się następujące partie:
- Partia Radykalno-Demokratyczna (bułg. Радикалдемократическа партия)
- Partia Zielonych (bułg. Зелена партия)
- Partia Demokratyczna (bułg. Демократическа партия)
- Nowa Partia Socjaldemokratyczna (bułg. Нова социалдемократическа партия)
- Zjednoczone Centrum Demokratyczne (bułg. Обединен демократичен център)
- Front Demokratyczny (bułg. Демократичен фронт)

Wraz z utworzeniem ZSD dokonano wyboru jego władz. Na czele organu zarządzającego partią, tzw. Rady Koordynacyjnej, stanął był dysydent Żeliu Żelew, funkcja sekretarza przypadła Petyrowi Beronowi, natomiast rzecznikami partii zostali Rumen Wodeniczarow i Georgi Spasow.
W początkowym okresie działalności ZSD wzorował się na polskiej „Solidarności”. Dzięki zorganizowaniu szeroko zakrojonej kampanii opozycyjnej, związek doprowadził do rozmów z rządzącą Bułgarską Partią Komunistyczną (BPK) przy tzw. „Okrągłym Stole”. Negocjacje przeprowadzone w okresie od 16 stycznia 1990 do 15 maja 1990 zaowocowały porozumieniem w sprawie systemu politycznego, które zakładało m.in. likwidację systemu totalitarnego i oddzielenie struktur partyjnych od państwa. BPK zgodziła się na demokratyczne wybory do Wielkiego Zgromadzenia Narodowego Bułgarii oraz na zmiany w bułgarskiej konstytucji. Osiągnięte porozumienie gwarantowało pokojowe przejście do demokracji, co było bezspornym sukcesem ZSD.

### ZSD w 7. Wielkim Zgromadzeniu Narodowym
Stosownie do postanowień „Okrągłego Stołu”, 10 lipca 1990 odbyły się wolne wybory do Wielkiego Zgromadzenia Narodowego w celu uchwalenia nowej konstytucji. Na skutek braku rozwiniętych struktur terenowych ZSD zdobył tylko 144 mandaty (wobec 211 mandatów uzyskanych przez kandydatów Bułgarskiej Partii Socjalistycznej, BSP) i znalazł się w opozycji. Początkowo deputowani ZSD odmówili współpracy z socjalistami, jednak później porozumieli się z nimi, czego efektem był wybór Żeliu Żelewa na prezydenta kraju. Jesienią 1990, w świetle narastającego kryzysu politycznego i gospodarczego doszło do powołania koalicyjnego rządu Dimityra Popowa. W jego składzie znalazło się trzech przedstawicieli ZSD. Jednocześnie trwały prace nad nową konstytucją. Na początku 1991 projekt ustawy zasadniczej został zdecydowanie odrzucony przez część deputowanych ZSD. 15 maja 1991 trzydziestu dziewięciu posłów, popieranych przez Krajową Radę Koordynacyjną ZSD, a także przez część bułgarskiej inteligencji i studentów, zbojkotowało obrady parlamentu i rozpoczęło strajk głodowy, żądając samorozwiązania Wielkiego Zgromadzenia Narodowego i przeprowadzenia nowych wyborów. Decyzja władz ZSD o poparciu protestujących deputowanych doprowadziła do rozłamu w partii. Z ZSD wystąpili m.in. przedstawiciele Bułgarskiej Partii Socjalistycznej i Partii Zielonych, którzy poparli projekt konstytucji. Ostatecznie 12 lipca 1991 parlament uchwalił nową ustawę zasadniczą. Wkrótce potem Wielkie Zgromadzenie Narodowe zostało rozwiązane.

### ZSD w 36. Zgromadzeniu Narodowym
Rozłam w ZSD okazał się trwały i przed wyborami do 36. Zgromadzenia Narodowego na scenie politycznej kraju pojawiły się nowe ugrupowania założone przez byłych działaczy ZSD, takie jak ZSD-Centrum (w jego składzie znalazły się m.in. Bułgarska Partia Socjaldemokratyczna i Ekogłasnost) i ZSD-Liberałowie (m.in. Partia Zielonych). Wybory przeprowadzone 13 października 1991 zakończyły się zwycięstwem głównego nurtu ZSD, który zdobył 110 mandatów (wobec 106 mandatów uzyskanych przez socjalistów i 24 przez reprezentujący mniejszość turecką Ruch na rzecz Praw i Wolności). Żadnej z nowych koalicji nie udało się przekroczyć progu wyborczego. Wkrótce po wyborach ZSD utworzył mniejszościowy rząd, na czele którego stanął Filip Dimitrow. Rząd Dimitrowa przeprowadził szereg istotnych reform i przeforsował ważne ustawy dotyczące m.in. przywrócenia własności prywatnej, zwrotu mienia znacjonalizowanego pod rządami komunistów i in. Sukcesem Dimitrowa było przyjęcie Bułgarii do Rady Europy i zapoczątkowanie drogi ku integracji z NATO i Unią Europejską. Mimo to rząd ZSD przetrwał zaledwie do końca 1992. Deputowani Ruchu na rzecz Praw i Wolności wycofali swoje poparcie dla gabinetu i Dimitrow został odwołany z funkcji premiera poprzez wotum nieufności, zaś ZSD znalazł się w opozycji.

### ZSD w 37. Zgromadzeniu Narodowym
Wybory do 37. Zgromadzenia Narodowego przeprowadzone 18 grudnia 1994 zakończyły się zwycięstwem socjalistów, którzy sformowali rząd pod przewodnictwem Żana Widenowa. ZSD ponownie znalazł się w opozycji.

### ZSD w 38. Zgromadzeniu Narodowym
Katastrofalne wyniki rządu Widenowa i nieudana próba sformowania kolejnego gabinetu przez socjalistów doprowadziły do przedterminowych wyborów parlamentarnych. W wyborach, które odbyły się 19 kwietnia 1997, ZSD wystartował jako koalicja Zjednoczone Siły Demokratyczne (bułg. Обединени демократични сили, ODS), którą oprócz ZSD tworzyła Partia Demokratyczna (bułg. Демократическата партия) i BLZCh-Związek Narodowy (bułg. БЗНС-Народен съюз). Koalicja ODS zdobyła bezwzględną większość głosów (55%) i sformowała rząd, na czele którego stanął ówczesny przewodniczący ZSD Iwan Kostow. Gabinet Kostowa, wspierany przez wywodzącego się z ZSD prezydenta Petyra Stojanowa, zdołał ustabilizować sytuację w kraju, a także przeprowadzić istotne reformy w sferze ekonomii, restytucji mienia, prywatyzacji, systemu ubezpieczeń społecznych, systemu opieki zdrowotnej i walki z przestępczością zorganizowaną. Dzięki skutecznej polityce minister spraw zagranicznych w rządzie Kostowa, Nadeżdy Michajłowej, Bułgaria otrzymała oficjalne zaproszenie do uczestnictwa w pakcie NATO i rozpoczęła wstępne rozmowy na temat członkostwa w Unii Europejskiej. Bułgarzy otrzymali także prawo do przekraczania granic EU bez konieczności posiadania wiz.
Mimo przeprowadzenia reform i sukcesów w polityce zagranicznej rząd Kostowa nie cieszył się poparciem społecznym. Na relatywnie niską ocenę jego gabinetu wpływ miały wzrost bezrobocia oraz afery korupcyjne z udziałem członków rządu.

### ZSD w 39. Zgromadzeniu Narodowym
W wyborach przeprowadzonych 17 czerwca 2001 koalicja ODS zdobyła 18,2% głosów (51 mandatów w parlamencie) i znalazła się w opozycji. Wkrótce po przegranej w wyborach, rezygnację z funkcji szefa partii złożył Iwan Kostow, a jego następczynią została Nadeżda Michajłowa. W 2004 roku Kostow wraz z kilkoma innymi deputowanymi ZSD założyli konkurencyjną partię Demokraci na rzecz Silnej Bułgarii. Podział wśród demokratów znacznie osłabił pozycję ZSD, czego efektem była m.in. utrata stanowiska burmistrza w stolicy kraju, Sofii w 2005.

### ZSD w 40. Zgromadzeniu Narodowym
Wybory do 40. Zgromadzenia Narodowego przeprowadzone 25 czerwca 2005 ponownie zakończyły się porażką koalicji ODS, która zdobyła zaledwie 8,4% głosów i wprowadziła do parlamentu 20 posłów. Po wyborach na czele partii ZSD stanął były prezydent Bułgarii Petyr Stojanow.

### ZSD w wyborach do Parlamentu Europejskiego w 2007
Pierwsze w historii Bułgarii wybory do Parlamentu Europejskiego potwierdziły dalszy spadek popularności ZSD w społeczeństwie. Partia zdobyła tylko 4,3% głosów i nie uzyskała ani jednego mandatu. Po tej klęsce wyborczej do dymisji podał się szef partii, Petyr Stojanow. Jego następcą został Płamen Jurukow, którego rok później zastąpił Martin Dimitrow.

### ZSD w wyborach do Parlamentu Europejskiego w 2009
Przed wyborami do Parlamentu Europejskiego w czerwcu 2009 ZSD nawiązał współpracę z partią Iwana Kostowa, Demokraci na rzecz Silnej Bułgarii. Jej efektem było zawiązanie Niebieskiej Koalicji, do której dołączyły także Bułgarski Związek Ludowy, Bułgarska Nowa Demokracja, Bułgarska Partia Socjaldemokratyczna oraz Partia Radykalno-Demokratyczna. Na czele koalicji stanęli Dimitrow i Kostow. Ugrupowanie zdobyło 7,95% głosów, co przełożyło się na jeden mandat wyborczy, który przypadł Nadeżdzie Michajłowej.

### ZSD w 41. Zgromadzeniu Narodowym
Niebieska Koalicja wystartowała również w wyborach do Zgromadzenia Narodowego 41. kadencji, przeprowadzonych w lipcu 2009. Swój głos na koalicję oddało 6,76% wyborców, co dało jej 15 mandatów deputowanych.